# Anomalochrysa princeps
Anomalochrysa princeps is een insect uit de familie van de gaasvliegen (Chrysopidae), die tot de orde netvleugeligen (Neuroptera) behoort. 
Anomalochrysa princeps is voor het eerst wetenschappelijk beschreven door Perkins in Sharp in 1899.